# John Duckett
Pour les articles homonymes, voir Duckett.
John Duckett (Underwinder, Yorkshire, 1613 - Tyburn, Londres, Angleterre, 7 septembre 1644) est un prêtre anglais mort exécuté pour sa foi catholique sous le règne de Charles Ier.

## Sa vie
Né dans une famille anglaise restée fidèle à la foi catholique, il serait un parent, peut-être son petit-fils, de James Duckett, un laïc exécuté à Tyburn le 19 avril 1601 pour avoir imprimé des livres catholiques. À l'âge de dix-sept ans, il décide de se faire prêtre. Il se rend alors en France et entre au Collège anglais de Douai. Il est ordonné prêtre par l'archevêque de Cambrai en 1639 puis envoyé étudier pendant trois ans au collège d'Arras à Paris. Il est par la suite destiné à la mission anglaise. Il arrive ainsi à Newcastle upon Tyne autour de Noël 1643. Il effectue son ministère principalement dans le Nord de l'Angleterre. Il est en mission dans le comté de Durham lorsqu'il est arrêté le 2 juillet 1644. Il est alors envoyé à Londres et interné à la prison de Newgate. Dans sa prison il retrouve le jésuite Ralph Corbie arrêté comme lui à la même période. Tous deux sont condamnés à mort et pendus, traînés et équarris à Tyburn le 7 septembre.

## Vénération
John Duckett est vénéré comme bienheureux par l'Église catholique. Il fut béatifié par le pape Pie XI avec cent six autres catholiques martyrisés comme lui. Figurant aussi dans la liste des martyrs de Douai il est vénéré par l'Église catholique le 4 mai avec le groupe des cent sept martyrs d'Angleterre et du pays de Galles et individuellement le 7 septembre.